# 壹傳媒高層大搜捕
壹傳媒高層大搜捕是指自2021年6月17日起，香港警務處國家安全處以涉嫌《香港国安法》「串謀勾結外國勢力」拘捕香港壹傳媒董事和高層，搜捕是自2020年8月10日香港警務處國家安全處搜查壹傳媒大樓事件以來，香港警察再次大規模出動搜查壹傳媒大樓，而且更凍結《蘋果日報》等三間公司合共1800萬港元資產，導致創刊26年的《蘋果日報》被迫停刊。
不同的反应，香港各界意见不一，中國大陸輿論普遍支持对壹传媒的搜捕，國際社會则有声音質疑香港新聞自由在國安法的打壓下萎縮。

## 被搜捕者名單
- 壹傳媒行政總裁張劍虹
- 壹傳媒營運總裁周達權
- 《蘋果日報》副社長陳沛敏
- 《蘋果日報》總編輯羅偉光
- 蘋果動新聞平台總監張志偉
- 《蘋果日報》主筆楊清奇 （其後被捕）
- 《蘋果日報》英文版總編輯冯伟光 （其後被捕）
- 《蘋果日報》執行總編輯林文宗（其後被捕）

## 過程

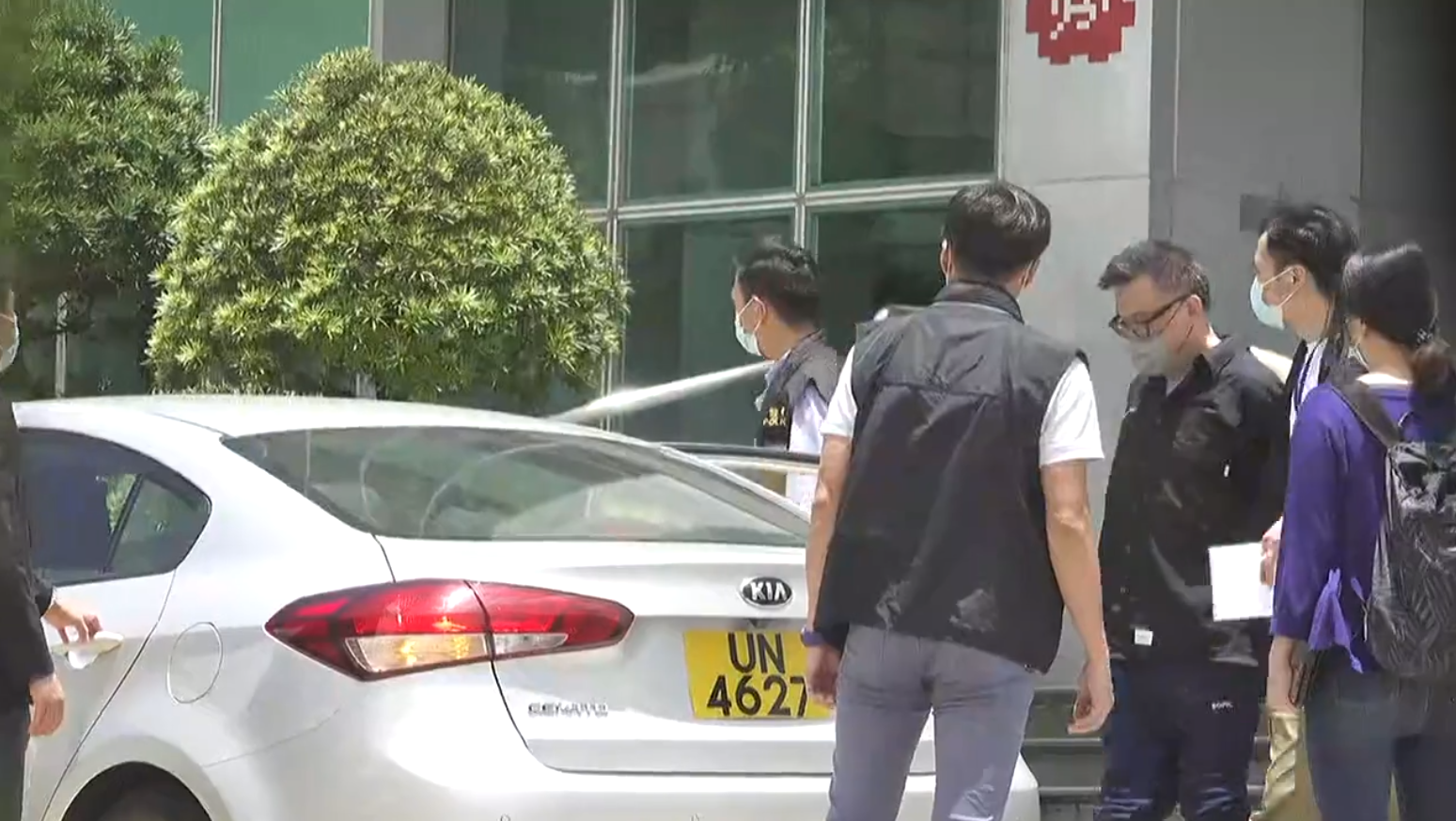
蘋果動新聞平台總監張志偉與警員進行搜證後離開

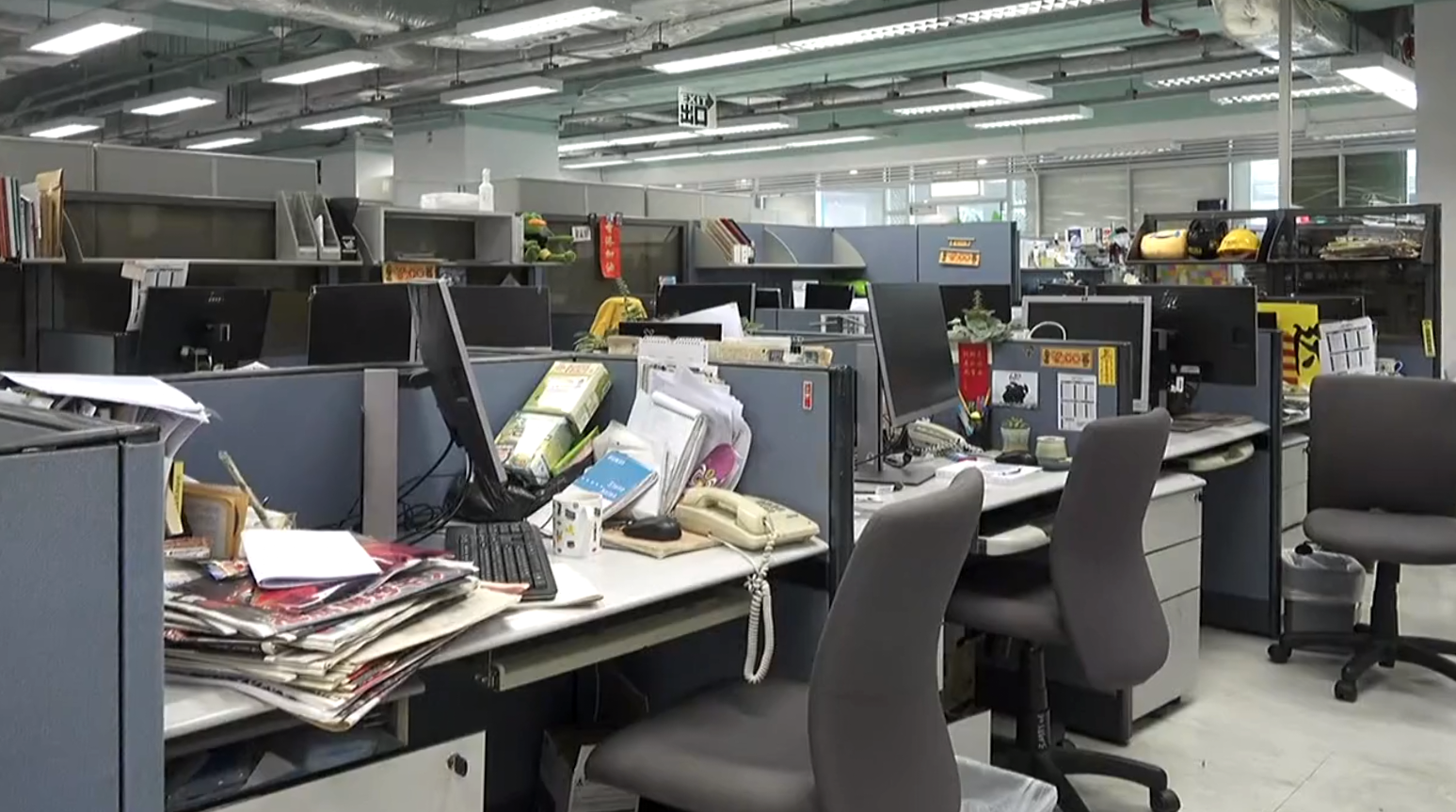
部分員工枱面凌亂，有搜查過的痕跡

2021年6月17日早上6時許，香港警方兵分多路到5人住所進行拘捕及搜查工作，被捕者包括4男1女，年齡在47至63歲之间，分別是壹傳媒行政總裁張劍虹、集團營運總裁（前財務總裁）的周達權、《蘋果日報》副社長陳沛敏、總編輯羅偉光及蘋果動新聞平台總監張志偉，香港特別行政區政府新聞處於早上7時24分通报指他們涉嫌違反國安法第29條串謀勾結外國或者境外勢力危害國家安全罪。
早上7時半左右，500名藍帽子警員及國安處警員到將軍澳工業邨壹傳媒大樓，封鎖大樓對開範圍及各個出口，香港警務處國家安全處高級警司李桂華亦到場調查。警員表示所有返回大樓的員工登記後，只能離開或到5樓餐廳位置，不能進入大樓其他範圍，又指現時正於現場進行搜證，禁止拍攝。
早上8時07分，香港特別行政區政府新聞處表示，國安處今早執行由法院根據港版國安法第43（一）條及實施細則附表一發出的法庭手令，搜查一間位於將軍澳的傳媒機構，搜查令授予警方搜查包括新聞材料的權力 ，行動目的是為一宗涉嫌違反港版國安法的案件進行搜證，搜查行動仍在進行中。
國安處高級警司李桂華早上11時交代事件時表示，今早行動動用500多警力，警方已凍結3間公司資產，包括《蘋果日報》、蘋果印刷及AD INTERNET LIMITED共1,800萬元，又指《蘋果日報》2019年至今，有數十篇文章的內容，是呼籲外國制裁中央政府及特區政府，至近期仍然持續發布，而被捕5人對公司運作相當重要，對文章负责，不排除再有人被捕。李桂華指有強烈證據顯示，有關文章是與外國或境外勢力串謀制裁計劃的重點，更形容壹傳媒大樓“已成犯罪現場”。另外警方已要求《蘋果日報》在限時內移除有關違法文章。下午12時許，5名被捕人士先後被押離《蘋果日報》大樓，帶返警署扣查，而在搜查行動中，警方亦檢走一批文件及資料，至下午一時許，警方已搜查《蘋果日報》大樓逾5小時，並開始陸續離開。

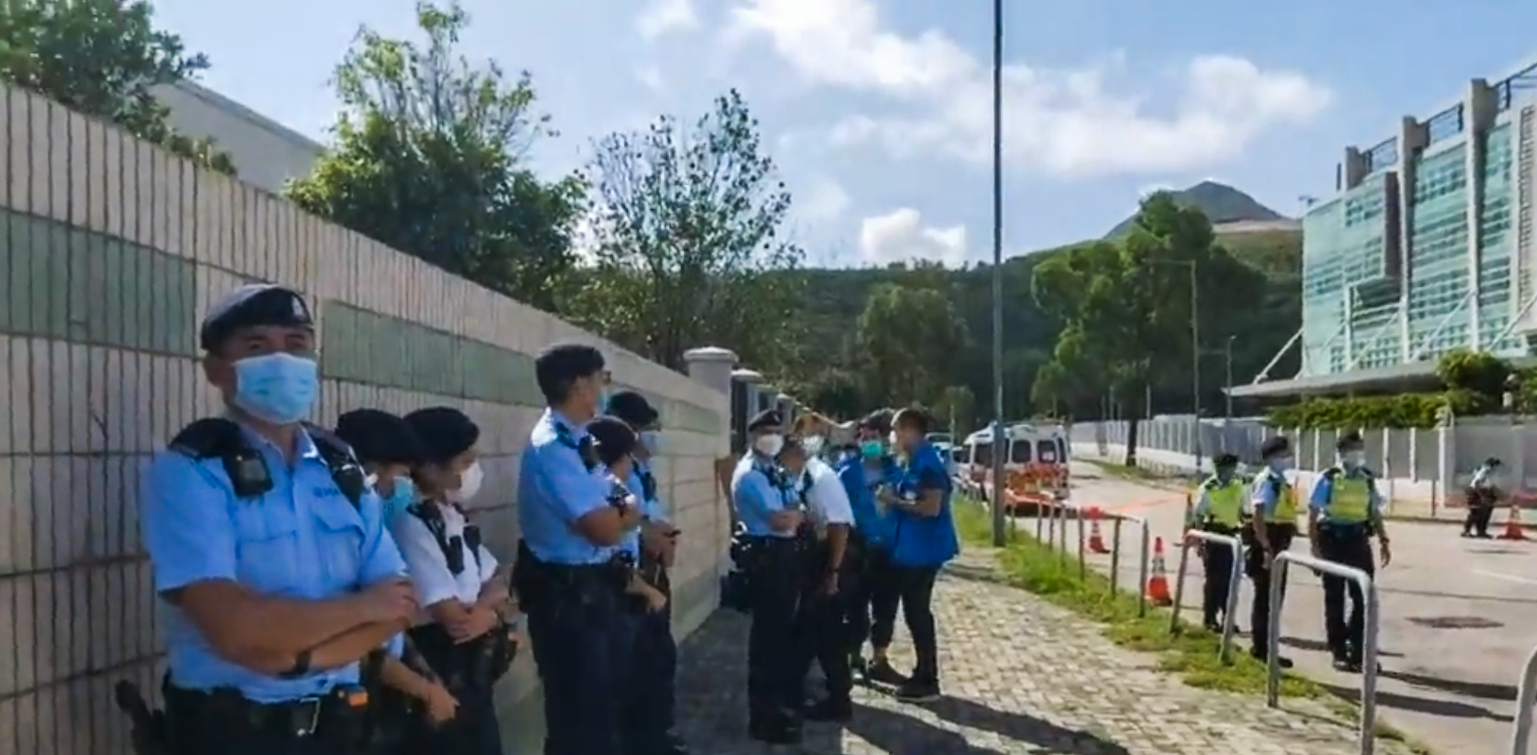
多名藍帽子警員在《蘋果日報》大樓外戒備
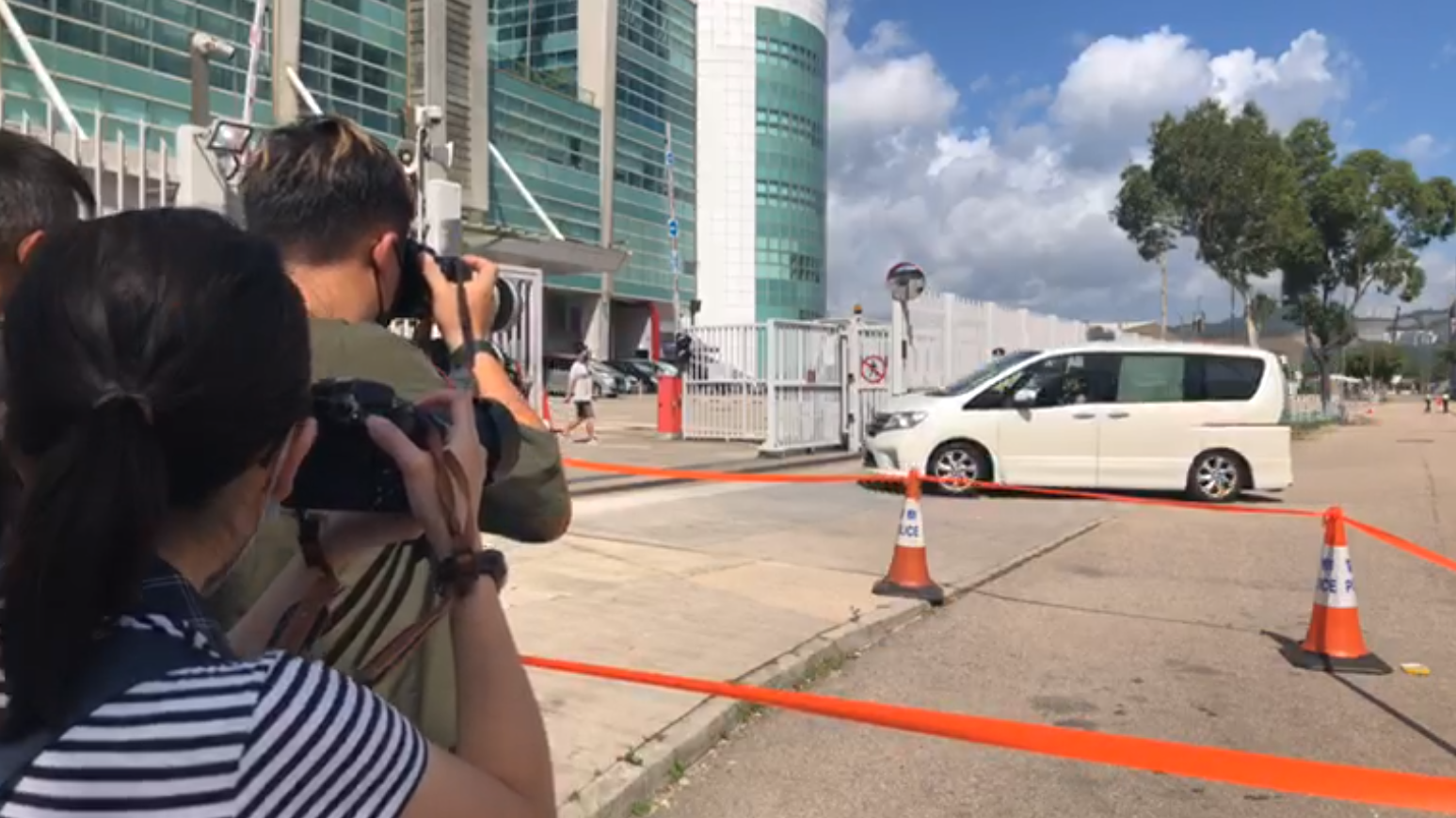
被捕的《蘋果日報》董事由警方私家車到達大樓進行搜證
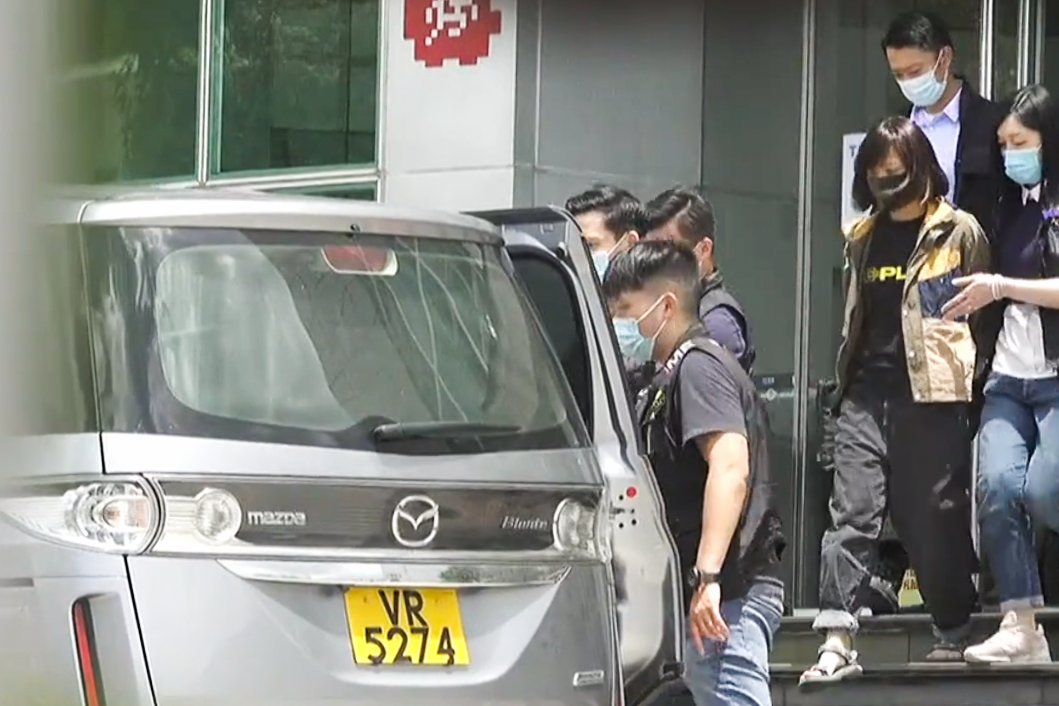
《蘋果日報》副社長陳沛敏與警員進行搜證後離開
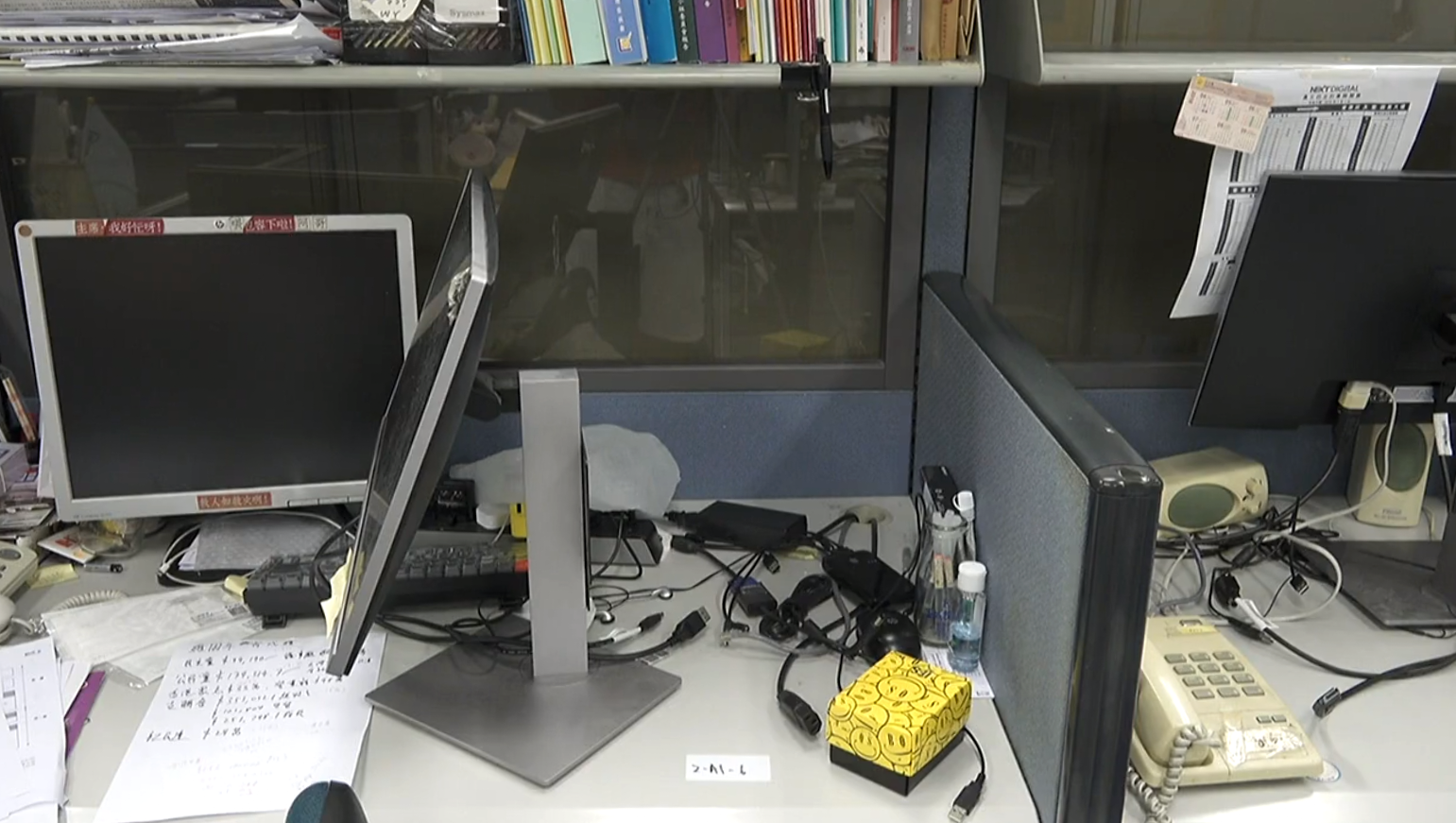
編採部的電腦主機被警方檢走，桌上只剩下電腦屏幕

## 後續

### 警方拘捕其他人士
除了在大搜捕當天被捕的五名高層（周達權、陳沛敏、張志偉、張劍虹、羅偉光）外，警方亦在其後拘捕三名人士。
主筆杨清奇（筆名：李平）於6月23日，在寓所被國安署以相同罪名拘捕，翌日獲准保釋候查。英文版執行總編輯馮偉光（筆名：盧峯）則在6月27日，在香港國際機場準備離港前往英國期間被國安署拘捕，兩天後獲准保釋。而執行總編輯林文宗，則於7月21日被拘捕，即時被起訴。

### 落案起訴
在大搜捕當天被捕的五名高層當中，周達權、陳沛敏及張志偉在6月18日（即大搜捕翌日）被警方獲准保釋；而張劍虹及羅偉光則在同日被落案起訴。 6月19日，張劍虹、羅偉光和三間《蘋果日報》關連公司被控「串謀勾結外國勢力危害國家安全罪」，總裁判官蘇惠德拒絕讓兩人保釋，兩人需要還押候訊。
獲警察批准保釋的陳沛敏，以及警方在大搜捕後拘捕的三人（楊清奇、馮偉光、林文宗），則在7月22日被落案起訴相同罪名。總裁判官蘇惠德同樣拒絕四人保釋。
至於壹傳媒創辦人黎智英，則在另案中被加控相同罪名。
三宗案件分開處理。控方在2022年2月表示，案件將會在高等法院審理。
在大搜捕翌日獲警察保釋的周達權和張志偉，至今為止未被律政司以《港區國安法》起訴。而壹傳媒創辦人黎智英與集團行政總監黃偉強亦被指違反將軍澳工業邨租契，被控兩項欺詐罪。有關案件在2022年5月9日進行審訊。到審訊第六日，控方傳召被告之一、壹傳媒集團營運總裁兼時任財務總裁周達權出庭，他獲准以特別通道進出，同時豁免起訴。
2022年11月22日，案件六名被告張劍虹、陳沛敏、羅偉光、林文宗、馮偉光及楊清奇承認犯下串謀勾結外國勢力罪，其中張劍虹會轉作控方證人，在黎智英案作供指證黎智英。三名國安法指定法官杜麗冰、李素蘭和李運騰審理裁定六人罪名成立，並將案押後至黎智英案審結後再訊。控方在被告還押近1年半後首次透露案情，列出《蘋果日報》逾160篇文章，由2019年4月1日至2021年6月24日，當中80篇在《國安法》生效後刊出。控方指控案中被告就政府提出修訂《逃犯條例》、爆發「反修例運動」及疫情，發布多篇煽動性刊物，內容針對中共及港府、呼籲市民參與示威、煽動對警察的仇恨，及提倡「攬炒」等。文章類型方面，接近五成為評論，包括由資深傳媒人區家麟、已故作家李怡的文章，以及「李八方」的「隔牆有耳」。控方又指，最後一期《蘋果日報》，描述市民到場道別，陳沛敏及林文宗繼續執行編採工作等，旨在顯示《蘋果》非法活動獲得支持。控方又引黎智英涉違國安案報道，指文章合理化其非法行為。特別是引述他還押期間有高血壓和牙痛問題、又提及他被拒保釋時，向子女展現的神情等﹐「旨在引起公眾對黎智英的支持和同情」。

## 審訊過程
案件於2023年12月18日在西九龍裁判法院開審，代表黎智英的辯方資深大律師彭耀鴻就「串謀發布煽動刊物罪」的檢控時限提出爭議。彭指出，根據控方指控案情，黎智英與其他被告是在2019年4月1日起串謀發布煽動刊物。而根據《刑事罪行條例》第11條，對煽動罪的檢控「只可於犯罪後6個月內開始進行」，即檢控期在2019年10月1日時已截止。如果是以最後一篇涉案刊物發佈日2021年6月24日，也就是《蘋果日報》正式停運當天計算，檢控期也在2021年12月24日時結束。然而實際上控方於2021年12月28日被控「串謀發布煽動刊物罪」，已經超過檢控期限4日。彭認為，若控方超出檢控期限（time bar），法庭沒有司法管轄權審理，尤其是本案涉及基本個人權利、新聞自由等情況，法庭應更寬鬆地詮釋法例，更加嚴格地要求控方。
最終法庭於12月22日就檢控期限問題作出裁決，判詞指案件所涉的煽動罪是串謀控罪，被告持續犯案，因此其檢控時限應由串謀行為的最後日期，即2021年6月24日起計算。此外，控方於2021年12月13日去信法院表明加控罪名意圖，法院又在翌日收到控罪書及律政司司長同意檢控書等文件，故該項煽動罪的檢控已「開始進行」，所以較時限屆滿之日、即同年12月24日為早。綜上，法庭認為檢控並未喪失時效，法庭有司法管轄權審理煽動罪。

## 各方反應

### 联合国
- 人權事務高級專員辦事處發言人表示，香港警察突擊搜查《蘋果日報》進一步向新聞自由發出不寒而慄的訊息，呼籲香港當局尊重他們在《公民及政治權利國際公約》下的義務，符合香港基本法，尤其是言論自由、和平集會和結社自由以及參與公共事務的權利[26]。

### 香港

#### 特區政府
行政长官林郑月娥表示，警方对《苹果日报》采取的执法行动是针对涉嫌危害国家安全的行为，与一般正常新闻工作无关。任何人或公司不得尝试利用新闻工作作掩护，从事危害国家安全的罪行。她特别强调，新闻机构负责人不能以新闻机构身份作为保护罩，而不遵守法律。此外，她还表示，此举并非针对个别新闻机构或报道，亦非打击新闻自由，外界不应以涉案单位是新闻机构、涉案者是新闻机构负责人，便认为政府是打击新闻自由。根据《香港国安法》第四条，香港特区在维护国家安全的同时，应当尊重和保障人权，包括国际公约和《香港人权法案条例》提及的人权。然而，所有人权和个人自由并非绝对，在涉及国家安全、公共秩序、公共卫生等情况下，个人或团体可行使的权利依法受到限制。
保安局局长李家超表示，任何人若尝试利用新闻工作掩护危害国家安全罪行，特区政府必以最严厉措施依法打击，警务处国家安全处的搜查和拘捕行动与一般新闻工作无关。他表示，本次行动针对的是涉嫌利用新闻工作为工具危害国家安全的行为，本次冻结的财产是涉嫌犯罪分子的财产，一般新闻工作者与涉案人士不一样，应与他们保持距离。他还强调，国家安全是头等大事，而危害国家安全是极严重罪行，最高可判处终身监禁，从事任何工作的人均须遵守《香港国安法》等法律。对于尝试利用新闻工作作保护伞或掩护，干犯危害国家安全罪行者，特区政府必定以最严厉措施依法打击。

#### 中央政府驻港机构
香港中聯辦表示，堅定支持特區政府和警方嚴格執行，一切為維護國家安全和香港繁榮穩定所做出的努力。新聞自由不是違法行為的擋箭牌、違反香港國安法及有關法律，都會受到法律的嚴厲制裁。
外交部驻港公署表示，香港国安法重点打击严重危害国家安全的一小撮反中乱港分子，保护绝大多数香港居民依法享有的权利自由，包括新闻自由。任何人、机构、外部势力不得凌驾于法律之上、不得以任何名义行危害国家安全之实，有关案件事实清楚，证据确凿，与新闻自由毫不相关。
驻港国安公署表示，在香港特别行政区的任何机构、组织和个人都应当遵守香港国安法和香港特别行政区有关维护国家安全的其他法律，不得从事危害国家安全的行为和活动。驻港国家安全公署坚决支持警方依法履职，坚决依法打击任何危害国家安全的行为。

#### 非政府組織
香港记者协会主席杨健兴对警方突击搜查《苹果日报》的行动是对新闻自由的沉重打击。杨健兴表示，报社刊登的文章内容并非一定代表报社的立场，如果因刊登文章被指违反《国安法》，将在业界散播恐惧，严重损害新闻自由。亦称警方大规模搜查报馆，包括翻阅记者枱面和电话的不少新闻材料，形容比去年8月警方搜查《苹果日报》更严重，难以用文字形容香港新闻自由的恐怖情况。6月27日，香港记者协会针对《苹果日报》英文版执行总编辑冯伟光被拘捕重申「言论自由及新闻自由均是本港的核心价值，若连文人的笔杆也容不下，香港将再难被视作国际城市」。
香港八个传媒工会（香港记者协会、香港摄影记者协会、明报职工协会、众新闻工会、香港电台节目制作人员工会、独立评论人协会、大专新闻教育工作者联席及壹传媒工会）于6月18日发表联合声明，批评保安局长李家超和负责搜捕的官员，并呼吁《苹果日报》员工、其他新闻工作者和市民与该报或其新闻割席，指搜捕《苹果日报》5名高层人士的事件已令传媒及公众忧虑国安法被「武器化」，对新闻自由构成严重威胁。呼吁政府尽快披露更多关于案件的细节，解释清楚涉事文章内容，如何会触犯《国安法》，以消除对新闻自由和言论自由的担忧。并强调，报道及言论自由是香港的重要基石，促请政府及社会各界维护及珍惜。

#### 其他
香港法律界有人认为，仅仅拘捕一些高层人员，并不能解决日后《苹果日报》可能继续出现扰乱香港社会秩序的问题。前刑事检控专员江乐士称，按香港国安法第31条规定，若一家公司在国安法下被正式定罪，它将无法继续其业务。执业大律师龚静仪称，涉案的文章自2019年开始至今起码有一年多，令控罪性质变得更加严重；罪成后仅罚款允许《苹果日报》继续出版，不能彰显国安法的威力。民建联立法会议员葛佩帆称，一旦被判罪成，或被吊销牌照及取消上市公司地位，届时持有壹传媒股份股东可能血本无归。東網評論稱黎智英及其「傳媒王國」土崩瓦解已成定局，《蘋果日報》隨時停刊，“燈已盡，大廈傾，悽悽慘慘戚戚”，更稱“做漢奸永遠沒有好下場，「為美國而戰」終究只是黃粱一夢而已”。另有團體到壹傳媒大樓外開香檳、飲蘋果汁慶祝，再度批評《蘋果》製作假新聞、荼毒年輕人，形容壹傳媒結業後，香港父母終於可以安心。

### 中国大陆
- 外交部发言人赵立坚表示，坚定支持特区政府和警方依法履职，坚定支持一切为维护国家安全和香港繁荣稳定所做的努力。包括新闻自由在内的任何权利自由，都不能突破国家安全的底线。香港国安法重点打击严重危害国家安全的一小撮反中乱港分子，保护绝大多数香港居民依法享有包括言论自由在内的权利自由。而且任何国家组织和个人都无权干预中国内政。[37]

### 美国

#### 聯邦政府
- 總統喬·拜登认为，對於香港和世界各地的新聞自由來說，這是悲傷的一天。北京的鎮壓力度已達到如此程度，以至於香港急需的獨立新聞堡壘《蘋果日報》現已停止出版。通過逮捕、威脅和強制通過懲罰言論自由的港版國安法，中共堅持行使權力壓制獨立媒體並壓制不同意見。獨立媒體在恢復活力和繁榮的社會中發揮著寶貴的作用。記者是說真話的人，他們讓領導人負責並保持信息自由流動，這在香港和世界各地民主受到威脅的地方比以往任何時候都更需要。中共必須停止針對獨立媒體，並釋放被拘留的記者和媒體高層。新聞業的行為不是犯罪。香港人有新聞自由的權利。相反，北京否認基本自由並攻擊香港的自治和民主制度和程序，這與其國際義務不符。美國不會動搖我們對香港人民和所有捍衛所有人應得的基本自由的人的支持[38]。

- 美國國務院發言人愛德華·普萊斯认为，美國強烈譴責拘捕《蘋果日報》及其母公司壹傳媒5名高級行政人員，要求立即釋放他們，同時深切關注香港當局選擇性利用港版國安法任意針對獨立傳媒機構，有關「串謀勾結外國或境外勢力危害國家安全罪」的指控，看來完全出於政治動機[39]。

### 欧盟

#### 歐洲對外事務部
- 歐洲對外事務部發言人表示，這次突襲進一步表明，港版國安法是如何被用來扼殺香港的新聞自由和言論自由，香港人的所有現有權利和自由必須得到充分保護，包括新聞和出版自由[40]。

### 德国

#### 聯邦議院
- 自由民主黨議員蓋·延森表示，中共對香港新聞自由的攻擊加劇，目標是徹底消除批判性輿論[41]。

### 台湾
外交部長吳釗燮认为，事件是威權主義正對《蘋果日報》發動殘酷戰爭，形容《蘋果日報》是香港自由瀕臨滅絕的象徵。大陸委員會表示，不斷打壓香港人言論、新聞自由及公民權利的惡質行徑，只會使港人更加離心離德，讓中共及香港的國際形象更加不堪。陸委會又認為，香港特區政府動用港版國安法對付新聞媒體，“這在民主國家實難想像”。
立法委員邱顯智表示，疫情期間，“極權政府的黑手不會停下來”，亦呼籲台灣政府對於可能面對高度危險的香港人，提供更完整政治庇護方案，特別是在疫情或護照沒收等特殊狀況考慮進去，這也是台灣對正在被迫害的香港人，少數能做到的實質幫助。臺南市第三選舉區立法委員陳亭妃表示，看到壹傳媒被搜的畫面非常心痛，批評中共是邪惡政權，加上港版國安法的惡法，毫無法治可言。陳亭妃認為香港的一國兩制已死，盼國際能加大力道聲援香港，也希望台灣人持續關注、支持香港人。
市長陳其邁認為香港特區政府卻持續迫害新聞媒體自由。他又認為法律不應成為打壓異己的迫害工具，港府應正視人民訴求，不應以國家手段干預媒體運作，限縮香港人的言論自由。市長黃偉哲表示，看到香港《蘋果日報》的董事、總編輯遭逮捕，內心覺得遺憾，他呼籲台灣人除了要引以為戒，更要力挺香港人及香港《蘋果日報》。
民進黨認為香港情勢的惡化嚴峻，國際社會應持續關切中共對香港人基本權利的侵害。中共從先前施行港版國安法、DQ民主派議席、乃至片面修改香港選舉制度，這些行為都已使得一國兩制徹底毀壞。國際社會也嚴正關切，並呼籲中共停止對港打壓，尊重《中英聯合聲明》等文件，這顯見中共扼殺香港民主、破壞國際秩序的作為，只會加深國際社會對中共政權的不信任與疑慮。民進黨將持續支持香港人民爭取自由民主的權利，繼續照顧和關懷需要協助的香港民眾，同時民進黨也會與國際社會一同，持續密切關注情勢發展。台灣基進黨表示，香港《蘋果日報》對香港民主運動貢獻卓越，台灣必須更警惕中共在黨慶前夕文攻武赫及心理作戰。
台湾新闻记者协会針對香港《蘋果日報》因香港國安法导致停刊，向中國北京及香港特區政府表達強烈抗議，指香港《國安法》通過生效後，《蘋果》停刊足以證明中國北京及香港特區政府有權用盡，對香港言論自由已帶來毀滅性的打擊。。

### 國際非政府組織
- 人权观察中国区主任索菲·理查森（Sophie Richardson）针对香港警方于6月17日逮捕《苹果日报》的五名高层人物的行动表示：「警方的行动是对香港新闻自由的无底线攻击的新低点」「这与执法无关，而与政治化报复有关」[44]。

- 保护记者委员会（CPJ）亚洲区协调员史蒂文·巴特勒 （Steven Butler）于6月18日表示：「香港政府根据奥威尔式的国家安全法逮捕支持民主的《苹果日报》的五名高层人员，这摧毁了香港支持新闻自由的任何幻想」[45]。

- 国际记者联盟（IFJ）于6月18日谴责香港政府的搜捕《苹果日报》5名高层人士的行动，要求立即释放对他们的指控。IFJ表示：「这是对香港独立和民主声音的无耻攻击，也是自《香港国安法》强加给香港人以来，对《苹果日报》的持续恐吓。香港警方对《苹果日报》的运作过度使用武力，表明当局准备竭尽全力压制香港的批评性报道。这次违反了所有国际人权原则，代表了香港媒体历史上的一个可怕的低点。新闻工作不是一种犯罪」[46]。

- 国际特赦组织亚太区主任亚米尼·米什拉（Yamini Mishra）针对香港报纸《苹果日报》因国家安全法被警察冻结其资产并以“危害国家安全”的罪名逮捕管理人员和工作人员而关闭一事回应：「苹果日报被迫关闭是香港近代历史上媒体自由最黑暗的一天。该报因发表批评香港的文章以及报道有关香港的国际讨论而被政府禁止。这是对言论自由的一种不可接受的攻击。逮捕《苹果日报》工作人员、扣押新闻材料和冻结其资产，将使所有在香港经营的媒体机构感到颤抖。对于那些现在被当局遏制媒体消费的读者来说，这也深感震惊--就像中国大陆的人们一样。当局正在利用国家安全法进行镇压，这一事实凸显了该立法的深度压制性质」[47]。

- 无国界记者组织 （RSF）于2021年6月22日向联合国促进和保护见解和言论自由问题特别报告员艾琳·汗 （Irene Khan） 提交紧急呼吁，要求当局采取一切必要措施，以确保香港政府停止对该地区新闻自由的攻击，以便媒体和记者自由开展活动。无国界记者组织东亚分社负责人塞德里克-阿尔维尼（Cédric Alviani）表示：「国际社会应向中国政权和香港政府施加更多压力，以停止这些完全没有道理的对媒体机构的攻击。我们决不能让北京压制香港最后的独立声音和新闻自由的灯塔之一」[48]。
- 世界报业协会（WAN）首席执行官文森·皮勒尼（Vincent Peyrègne）于6月24日日表示：「《苹果日报》的强制关闭表明香港当局有意不惜一切代价压制批评，并以国家安全为借口瞄准新闻业，意味着香港媒体自由的未来越来越黯淡」[49]。